# 玛丽特·鲍梅斯特
玛丽特·鲍梅斯特（荷蘭語：Marit Bouwmeester，荷蘭語發音：[mɑˈriːt ˈbɑu̯meɪ̯stər]，1988年6月17日—）生于弗里斯兰省博倫斯特海姆，是一名荷兰女子帆船运动员，主攻辐射型。玛丽特的姐姐Anneke和哥哥Roelof也都从事帆船运动，其中哥哥在退役后成为她的教练。玛丽特6岁时跟随哥哥的脚步开始接触帆船，在数次比赛后，她加入了青年国家队，2005年，她开始在青年级比赛上取得一定成绩。